# Gravity Recovery and Climate Experiment

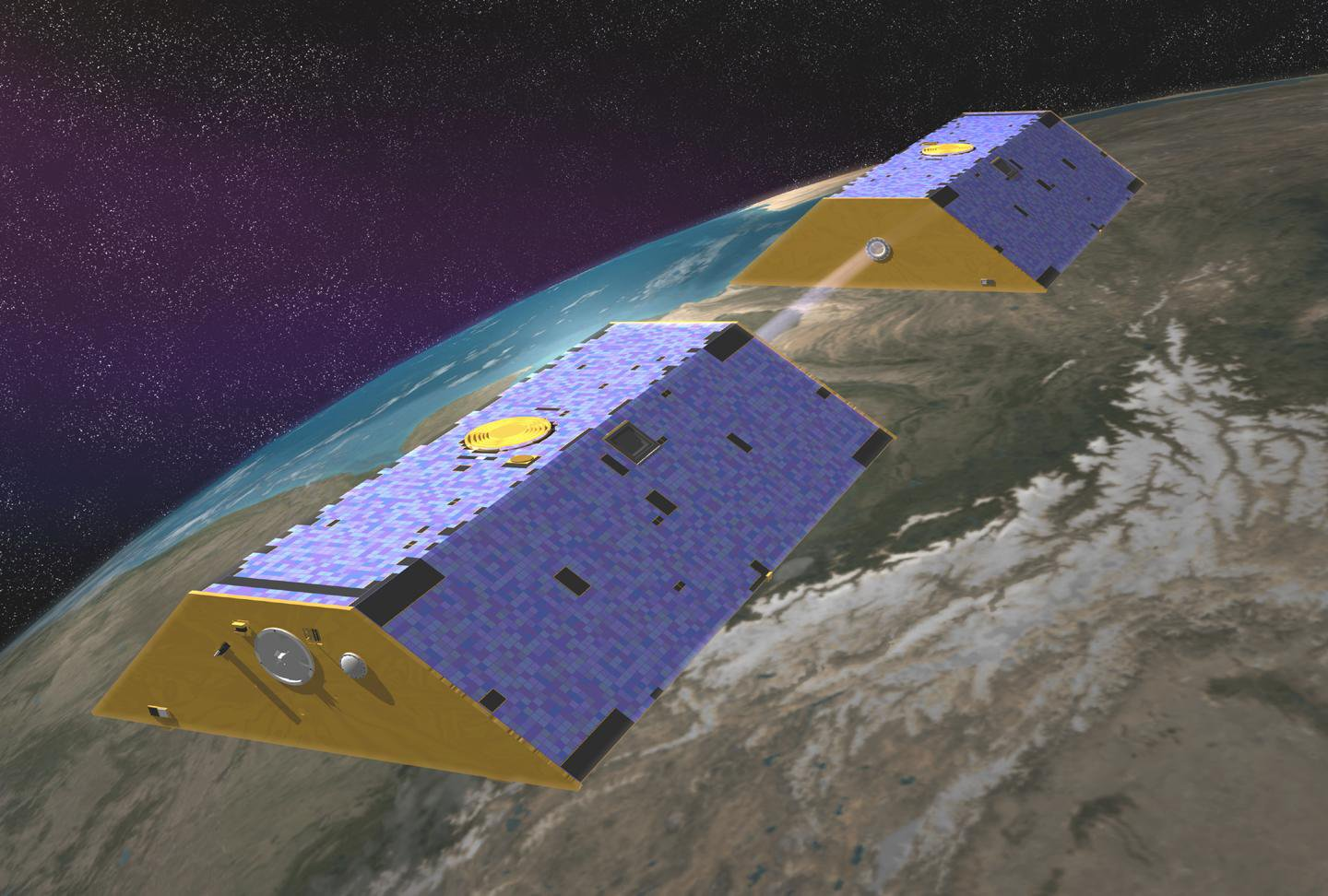
Dvojice družic na oběžné dráze

Gravity Recovery A Climate Experiment (GRACE), je společným projektem NASA a německého Německého střediska pro letectví a kosmonautiku zabývající se podrobným měřením gravitačního pole Země a jeho místních anomálií. Projekt byl započat 17. března 2002, kdy byly z ruského kosmodromu Pleseck pomocí rakety Rokot vypuštěny 2 satelity.
V rámci navazujícího projektu GRACE-FO (GRACE Follow-On) byla 22. května 2018 na raketě Falcon 9 FT vynesena další dvojice satelitů.

## Princip funkce

Mapa gravitačních anomálií rotující zeměkoule ze systému GRACE

GRACE je první monitorovací system zemské gravitace v historii kosmických letů, jehož měření není odvozeno od elektromagnetických vln buď odražených nebo vydávaných zemským povrchem. Místo toho využívá mikrovlnný systém, který je schopný přesně měřit změny v rychlosti a vzdálenosti mezi dvěma identickým kosmickými sondami, pohybující se na oběžné polární dráze ve vzdálenosti asi 220 km od sebe, ve výšce přibližně 500 km nad Zemí. Tento systém je dostatečně citlivý, aby byl schopen detekovat změny ve vzájemné vzdálenosti sond na úrovni až 10 mikrometrů (přibližně jedna desetina šířky lidského vlasu) na vzdálenost 220 km.
Vzhledem k tomu, dvojice satelitů GRACE obletí zeměkouli 15krát denně, je schopna zaznamenat i nepatrné změny zemské gravitace. Když první satelit prochází přes oblast mírně silnější gravitace, gravitační anomálii, je tažen mírně vpřed oproti koncovému satelitu. To způsobí, že vzdálenost mezi satelity se nepatrně zvýší. Stejně se po přeletu této Anamálie bude chovat i druhá sonda a změny v jejich poloze budou opět zaznamenány.
Měřením neustále se měnící vzdálenosti mezi dvěma satelity (přezdívané "Tom" a "Jerry") a kombinací těchto dat s přesným měřením polohy pomocí systému GPS mohou vědci sestavit podrobnou mapu anomálií zemské přitažlivosti.
Obě stanice jsou zároveň vybaveny přesnými akcelerometry pro měření vlastního zrychlení a kamerami schopnými orientace podle polohy hvězd na obloze.

## Objevy a aplikace

Gravitační anomálie v zemských oceánech

Gravitační anomálie na pevninském povrchu

Pravidelné měsíční mapy gravitačních anomálií, generované systémem GRACE jsou až 1000krát přesnější než předchozí mapy a mohou tak podstatně zlepšit přesnost mnoha technik používaných v oceánografii, hydrologii, glaciologii, geologii a pomoci vědcům ve výzkumu zemského klimatu.
Mezi prvními důležitými aplikacemi dat z GRACE bylo výrazné zlepšení porozumění globálního oceánského proudění. "Kopce a údolí" na hladinách oceánů jsou působeny proudy a změnami v gravitačním poli Země. GRACE umožňuje oddělení těchto dvou vlivů a dovoluje lépe měřit oceánské proudy a jejich vliv na klima. Data z GRACE jsou také velmi důležitá pro určení příčiny vzestupu hladiny oceánů, zda se jedná o důsledek hmoty přidané do oceánu z tajících ledovců nebo o tepelnou roztažnost při oteplování vody, případně vliv změn v salinitě oceánských vod.
V roce 2006 objevil tým vědců vedený Ralphem von Frese a Laramiem Pottsem zpracováním dat z projektu GRACE 480 km široký kráter Wilkes Land v Antarktidě, který pravděpodobně vznikl před asi 250 000 000 lety.
Projekt GRACE byl použit k mapování hydrologických cyklů v povodí řeky Amazonky a s nimi spojený vznik objektů během postglaciálního vzestupu.
Údaje projektu GRACE byly také použity k analýze posunů v zemské kůře po zemětřesení, které způsobilo v roce 2004 vznik vln tsunami v Indickém oceánu.